# Cacadou Look
Cacadou Look je ženski rock sastav iz Opatije osnovan 1983. godine. Objavile su dva studijska albuma Tko mari za čari (1987.) i Uspavanka za Zoroa (1989.). Razišle su se 1991. godine nakon koncerta održanog 25. svibnja u Zagrebu.
Prva ženska grupa koja je realizirala album u Jugoslaviji.

## Povijest sastava
Nakon što su od svojih prijatelja posudile instrumente, Jasmina Simić (vokal), Tatjana Simić (bubnjevi), Suzi Kožić (bas-gitara), Sandra Vrančić (gitara) i Tamara Vrančić (klavijature), osnovale su sastav Cacadou 1983. godine u Opatiji. Cacadou je bio ženski sastav koji se sastojao od dva para sestara (Vrančić - Simić) i jedne djevojke (Kožić). Sastav su osnovale na vrlo neuobičajen način jer niti jedna od njih pet nije znala svirati, već su se u to vrijeme zabavljale s glazbenicima s kojima su odlazile na probe i koncerte. Na tim probama pomalo su učile svirati, a kada je većina muškaraca otišla na odsluženje vojnoga roka, ostavili su im instrumente na kojima su mogle godinu dana vježbati. Prvo zanimanje javnosti ostvaruju sa skladbama "Mutno jutro" i "Izlazim u grad".
U to vrijeme na prostoru bivše države već su postojala dva ženska sastava, Tožibabe iz Ljubljane i Boye iz Novog Sada gdje su sva tri sastava jednom nastupila zajedno. Sandra Vrančić ubrzo nakon osnivanja Cacadoua udaje se za Renata Debeuca, koji je bio bubnjar riječke skupine Fit te se oboje povlače iz glazbe. Umjesto Sandre u sastav dolazi Giovanna Kirinić, koja je već imala glazbenog iskustva ali uskoro nakon toga iz Cacadoua odlazi i druga sestra Tamara Vrančić koja je postala članom sastava Fit, a nakon toga odustaje od glazbe i posvećuje se književnosti. Nakon što su imale velikih problema oko pronalaska nove klavijaturistice na tom mjestu se ustalila Alenka Mendiković.
Sredinom 1980-ih godine u Beogradu je djelovala skupina Kakadu, pa zbog izbjegavanja nesporazuma s istoimenim sastavom mijenjaju ime u Cacadou Look. Upornim vježbanjem i povremenim nastupima te popularnim demosnimkama "Sama" i "Kao pjesma", koje su se vrlo često vrtile na radio postajama, ubrzo potpisuju ugovor s diskografskom kućom Jugoton. Album Tko mari za čari izlazi 1987. godine i time postaju prvi ženski sastav koji je objavio materijal na prostoru bivše Jugoslavije. Za fotografije na albumu zaslužan je njihov sugrađanin Romano Grozić (kasnije ostvario uspješnu karijeru u modnoj i reklamnoj fotografiji u Italiji). Producenti su bili Husein Hasanefendić (Parni valjak) i Tomo In Der Mühlen (bivši član sastava Karlowy Vary). Kao najveći hit s albuma nametnula se cover skladba "It's So Easy", Buddyja Hollyja, prevedena na hrvatski kao "Tako lako". Za ovu skladbu snimljen je video uradak u casinu "Rosalia" u Opatiji, a producirao ga je Aleksandar Kostadinov. U to vrijeme mnogi su mislili da su studijske snimke na albumu odsvirali neki drugi iskusniji glazbenici, međutim sve su ih demantirale svojim prvim uživo nastupima, a svakim sljedećim zvučale su sve bolje.
Drugi album pod nazivom Uspavanka za Zoroa objavljuju 1989. godine. Producent je bio Ted Hayton (surađivao s grupama: Art Of Noise, Stranglers, Berlin, Paul Young...). Snimio je i dvije skladbe za englesko tržište kako bi pokušao pridobiti tamošnje izdavače, ali nažalost to mu nije pošlo za rukom. Drugi album donio je nove hitove poput "Baum Bam Bam" i "Baš kao nekad". Također, našla se i još jedna cover skladba Bryana Ferrya, "Let's Stick Together", prevedena kao "Krenite s nama".
Veliki uspjeh drugog albuma otvorio im je vrata za dalje, međutim početak Domovinskog rata omeo ih je u tome, te se Cacadou Look ubrzo raspao.

### Posljednji nastup
Cacadou Look je posljednji put nastupio 25. svibnja 1991. godine u Zagrebu. Nakon toga zbog rata sele se u Nizozemsku te se povlače iz glazbenog svijeta. Po povratku u Hrvatsku Jasmina Simić (Rožanić), se udaje, ima troje djece i živi u Opatiji. Tatjana Simić (Prpić), također se udala i živi u Opatiji. Giovanna Kirinić živi u Zagrebu te radi kao pedagoginja u Osnovnoj školi Ive Andrića, a Alenku Mendiković životni je put odnio u Veronu. Suzana Kožić (Banović) živi s obitelji u Amsterdamu i predaje hrvatski jezik.
"Sve smo sretne, bile u braku, razvedene ili solo i redovito se čujemo", govori Jasmina Rožanić te dodaje da se rado prisjećaju vremena kada su svojim nastupima privlačile veliki broj obožavatelja u bivšoj državi.

### Članice sastava
- Jasmina Simić (vokal)
- Tatjana Simić (bubnjevi, prateći vokali)
- Suzana Kožić (bas-gitara)
- Tamara Vrančić (klavijature) (1983. – 1985.)
- Sandra Vrančić (električna gitara) (1983. – 1984.)
- Giovanna Kirinić (električna gitara) (od 1984.)
- Alenka Mendiković (klavijature) (od 1986.)

## Festivali
- 1987. MESAM - Moj car
- 1989. MESAM - Daj mi sve

## Diskografija
- 1987. - Tko mari za čari (Jugoton)
- 1989. - Uspavanka za Zoroa (Jugoton)

## Vanjske poveznice
- Discogs.com - Diskografija sastava Cacadou Look